# 담그기

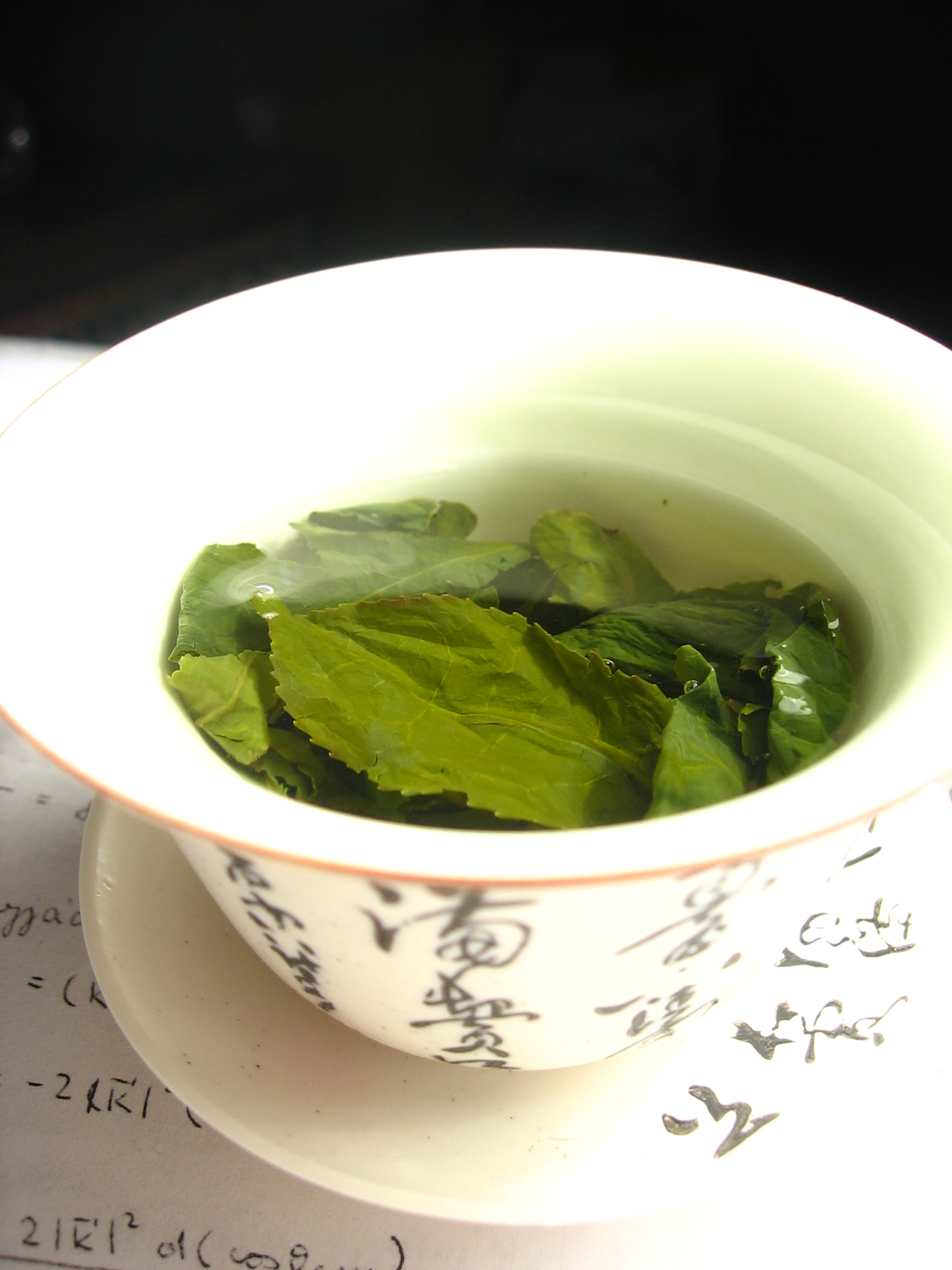
찻잎 담그기

담그기(영어: steeping)는 식재료를 액체(대개 물)에 담궈서 맛을 빼내거나 부드럽게 하는 과정이다. 녹차를 우려내기 전에 물에 담그는 것이 대표적이다.  햄이나 염장고기 같은 것은 반대로 원하지 않는 성분(예컨대 염분)을 빼기 위해 담그기를 하기도 한다.

## 옥수수
한 가지 예는 제분 공정의 일부인 옥수수를 침지하는 것이다. 미국 옥수수 정제 협회(US Corn Refiners Association)의 설명에 따르면, 수확된 옥수수 낟알을 세척한 다음 50°C(120°F) 온도의 물에 30~40시간 동안 담근다. 이 과정에서 수분 함량은 15%에서 45%로 증가하고 부피는 두 배 이상 증가한다. 옥수수의 글루텐 결합이 약해지고 전분이 방출된다. 그런 다음 옥수수를 분쇄하여 세균과 기타 성분을 제거하고, 다양한 영양분을 흡수한 사용된 물(담수)을 재활용하여 동물 사료로 사용한다.

## 오크넛
도토리는 독성이 강한 탄닌 때문에 사람이 생으로 먹어서는 안되는 식용 견과류이다. 견과류를 뜨거운 물(또는 찬물, 몇 달에 걸쳐)에 담그면 이러한 물질이 침출될 수 있다.

## 차
티백 형태의 말린 차는 잎을 끓이거나 가열한 물에 담가서 말린 차의 맛과 영양분을 물에 방출하여 마실 수 있도록 준비된다. 이것은 종종 컵, 머그잔, 찻주전자, 피처 또는 항아리에서 이루어진다. 이 과정을 돕기 위해 차 주입기나 차 여과기를 사용할 수 있다. 우롱차, 녹색, 검정, 흰색 등과 같은 광범위한 카테고리와 아삼, 다르질링 등과 같은 특정 지역에 맞는 기타 특화된 차가 시장에 나와 있다.

## 뼈
뼈를 끓는 물에 담그면 칼슘이 추출될 수 있다. 생성된 액체를 뼈 국물이라고 한다. 이 과정을 거치면 뼈 자체가 훨씬 부드러워진다.

## 같이 보기
- 흡수
- 달이기
- ISO 3103